# Francesco Faà di Bruno
Francesco Faà di Bruno (Alessandria, 29 marzo 1825 – Torino, 27 marzo 1888) è stato un matematico e presbitero italiano.
Dopo aver militato nell'esercito sabaudo, divenne professore di matematica presso l'Università e l'Accademia militare di Torino. Pubblicò importanti studi sulle teorie dell'eliminazione e degli invarianti e sulle funzioni ellittiche. In seguito venne ordinato sacerdote e fondò l'Opera di Santa Zita, la congregazione delle Suore Minime di Nostra Signora del Suffragio e un istituto scolastico a Torino, che oggi comprende scuola materna, elementare e media. È stato beatificato da papa Giovanni Paolo II il 25 settembre 1988. È considerato, ancorché non canonizzato, uno dei santi sociali torinesi.

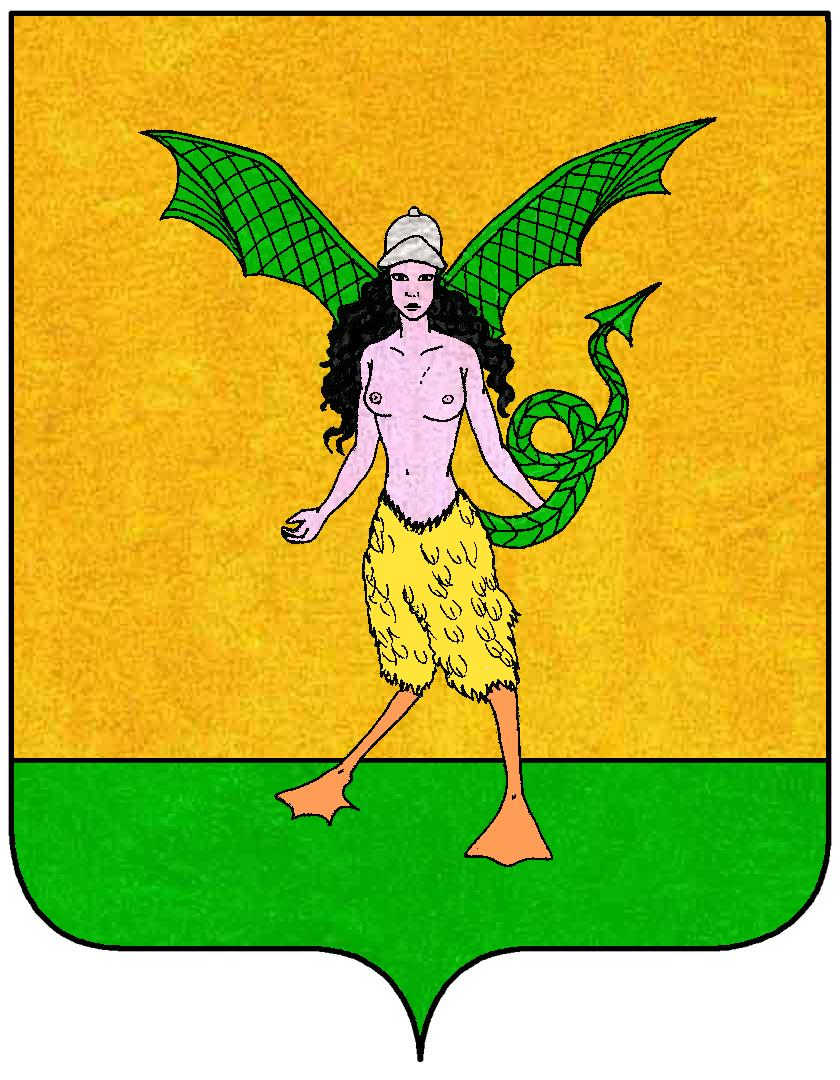
Stemma della famiglia Faà di Bruno

## Biografia

### Giovinezza
Fu il dodicesimo e ultimo figlio di Lodovico Faà di Bruno, marchese di Bruno, e di Carolina Sappa de' Milanesi. Fratello minore del futuro capitano di vascello Emilio Faà di Bruno, proveniva da una famiglia della nobiltà piemontese. Il suo nome completo è Francesco da Paola, Virginio, Secondo, Maria. Nel 1834, a 9 anni, perse la madre. Nel 1836 entrò nel collegio dei Padri Somaschi a Novi Ligure. Nel 1840 entrò nell'Accademia militare di Torino.

### Carriera militare
Dopo aver frequentato l'Accademia militare fu nominato ufficiale, distinguendosi negli studi geografici e nella cartografia. Nel 1848-49 partecipò alla Prima guerra d'indipendenza italiana. Combatté a Peschiera ed effettuò rilievi topografici del territorio lombardo, che l'esercito piemontese percorse; ciò gli permise di realizzare la Gran carta del Mincio, che fu molto utile ai piemontesi durante la seconda guerra di indipendenza nel 1859, contribuendo alla vittoria nella battaglia di Solferino e San Martino. Nel 1849 fu promosso Capitano di Stato Maggiore. Rimase ferito in combattimento a Novara. Fu decorato per il suo comportamento in battaglia.
Scelto da Vittorio Emanuele II quale precettore dei figli, si recò a Parigi, alla Sorbona, per poter approfondire gli studi matematici e astronomici ed essere sufficientemente preparato al compito assegnatogli. Conseguì la licenza in scienze matematiche nel 1851. A seguito del suo rifiuto, motivato dalla sua fede cattolica, di battersi in duello con un ufficiale che lo aveva offeso (asserendo che non fosse in grado di ottenere una laurea invece di una semplice licenza), dopo il congedo ottenuto nel 1853 si recò nuovamente alla Sorbona, conseguendo la laurea in scienze matematiche e astronomiche, vincendo così, a modo suo, il suo sfidante a duello.

### Carriera scientifica
Nel 1855 cominciò a lavorare presso l'Osservatorio nazionale francese sotto la direzione di Urbain Le Verrier. Nel 1857 iniziò a insegnare all'Università di Torino Matematica e Astronomia. Da allora non cessò mai di insegnare, soprattutto all'università ma anche nell'Accademia Militare e nel Liceo Faà di Bruno. A causa degli attriti fra il mondo cattolico e lo Stato italiano, in quel periodo anticlericale, non fu mai nominato professore ordinario. Fu nominato professore straordinario solo nel 1876. Il contenuto dei suoi corsi spaziava in ambiti inusuali, come la teoria dell'eliminazione, la teoria degli invarianti e le funzioni ellittiche. Pubblicò vari trattati e memorie. Nel 1859 pubblicò a Parigi, in francese, la Théorie générale de l'élimination, in cui viene esposta la formula, che da lui prende il nome, della derivata n-esima di una funzione composta. La sua fama in matematica è però legato soprattutto al trattato sulla teoria delle forme binarie.
Si dedicò anche all'ingegneria, e fu inventore: oltre a varie strumentazioni per la ricerca scientifica, nel 1856, di fronte alla cecità di sua sorella Maria Luigia, progettò e brevettò uno scrittoio per ciechi, premiato con medaglia d'argento all'Esposizione nazionale dei prodotti dell'industria del 1858. Nel 1878, avvertendo la necessità di scandire i tempi della giornata, brevettò uno svegliarino elettrico. Inventò anche un barometro a mercurio.
Eseguì i calcoli costruttivi e seguì la realizzazione del campanile della chiesa di Nostra Signora del Suffragio e Santa Zita, a Torino, conosciuta anche solo come chiesa di Santa Zita, collaborando con Arborio Mella, che progettò l'edificio nel suo complesso. Si trattava, all'epoca, del secondo edificio più alto della città dopo la Mole Antonelliana: 83 metri. Secondo una leggenda, il motivo per cui volle realizzare quest'opera è prettamente sociale: voleva evitare che le lavoratrici e i lavoratori della città venissero ingannati sull'orario di lavoro e aveva calcolato che un orologio di due metri di diametro, collocato sulle varie facce del campanile a 80 metri di altezza, sarebbe stato visibile in gran parte della città e liberamente consultabile da tutti.

### Uomo di fede

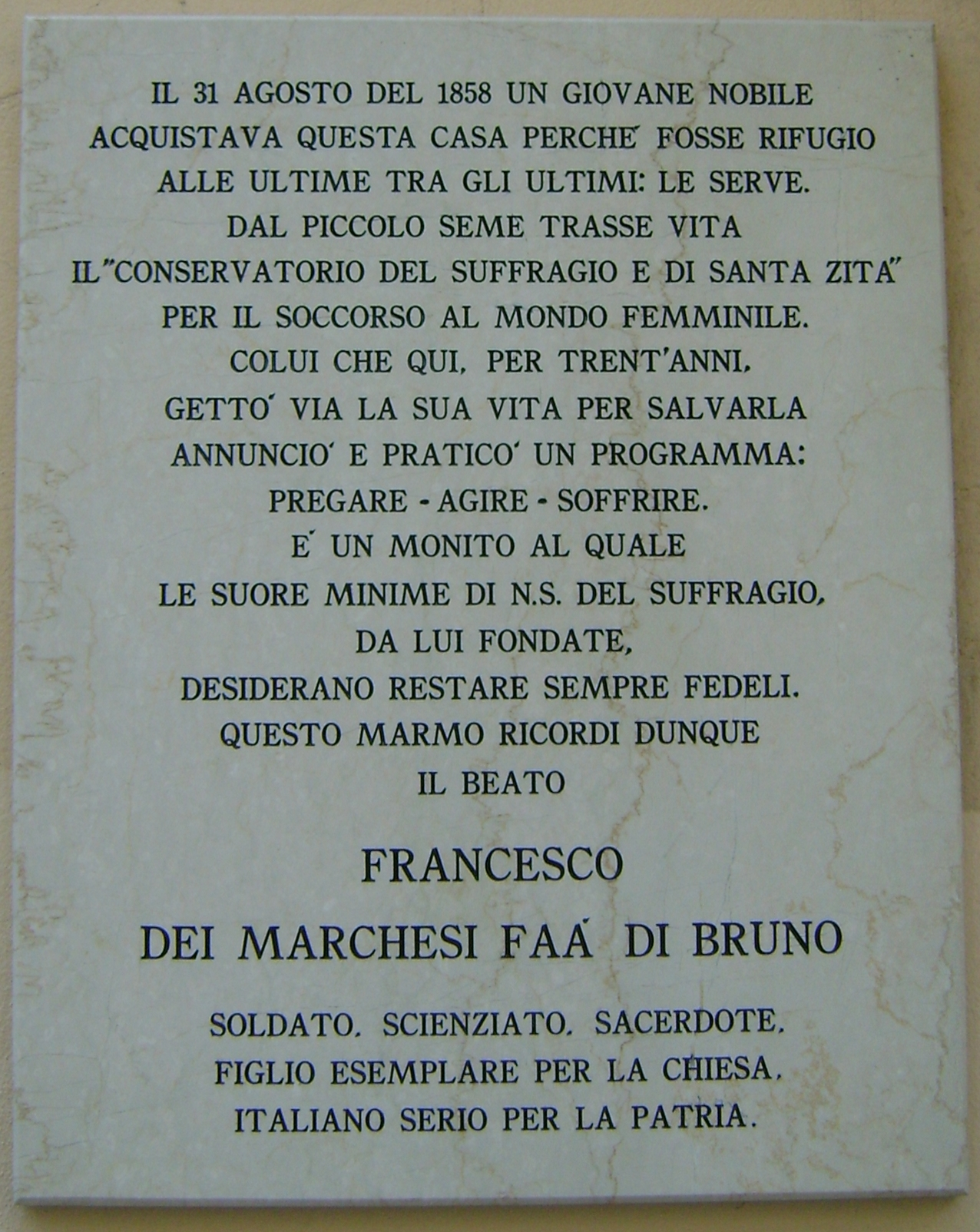
Targa posta a Torino, in via San Donato

Fu costantemente un uomo di fede. Nel periodo in cui era militare scrisse un Manuale del soldato cristiano. Su invito di Augustin Cauchy, suo professore alla Sorbona, il 25 aprile 1856 fu uno dei membri del primo Consiglio Generale de l'Œuvre des Écoles d'Orient, associazione francese oggi conosciuta come L'Œuvre d'Orient, ente al servizio dei cristiani d'Oriente da più di 160 anni. Visse con disagio il suo desiderio patriottico di vedere l'Italia unita, di fronte all'ideologia anticlericale (e a tratti filo-massonica) che permeò la sua concreta realizzazione. Da scienziato affermò sempre di trovare un'assoluta armonia fra la scienza e la fede.
Come amante della musica pubblicò una rivista di musica sacra: la Lira cattolica. Egli stesso compose melodie sacre, apprezzate da Franz Liszt. Fondò scuole di canto domenicali, frequentate da quelle donne di servizio a cui dedicò una parte delle sue opere. All'epoca la situazione delle donne di servizio era difficile: sfruttamento del lavoro, povertà, emarginazione erano all'ordine del giorno. Era frequente che una donna di servizio rimanesse incinta e venisse quindi allontanata dalla famiglia. Intraprese una serie di iniziative in aiuto di queste persone, fondando anche una casa di accoglienza per ragazze madri. Il cardine di questa attività fu l'Opera di Santa Zita, fondata nel 1859.
Aprì un Collegio professionale con ritiri estivi a Benevello d'Alba. Dopo la costruzione della chiesa di Nostra Signora del Suffragio, iniziata nel 1868 nel quartiere di San Donato (il Borgo), nacque una congregazione di suore: le Minime di Nostra Signora del Suffragio. La consegna delle mantelline alle prime postulanti avvenne nel 1869, ma le prime professioni solenni poterono avvenire solo nel 1893, dopo la sua morte, perché fu necessario attendere il riconoscimento ufficiale della Chiesa, che espresse inizialmente qualche riserva. Fu amico di Don Bosco, che operava a Torino in quello stesso periodo.
Il 22 ottobre 1876 fu ordinato sacerdote. Desiderava questa ordinazione anche per seguire meglio la congregazione di suore. Attorno alla congregazione sorsero diverse opere, fra cui, fin dallo stesso anno 1868, un complesso scolastico che esiste tuttora, con una scuola superiore che è oggi il Liceo Faà di Bruno.

### Morte e beatificazione

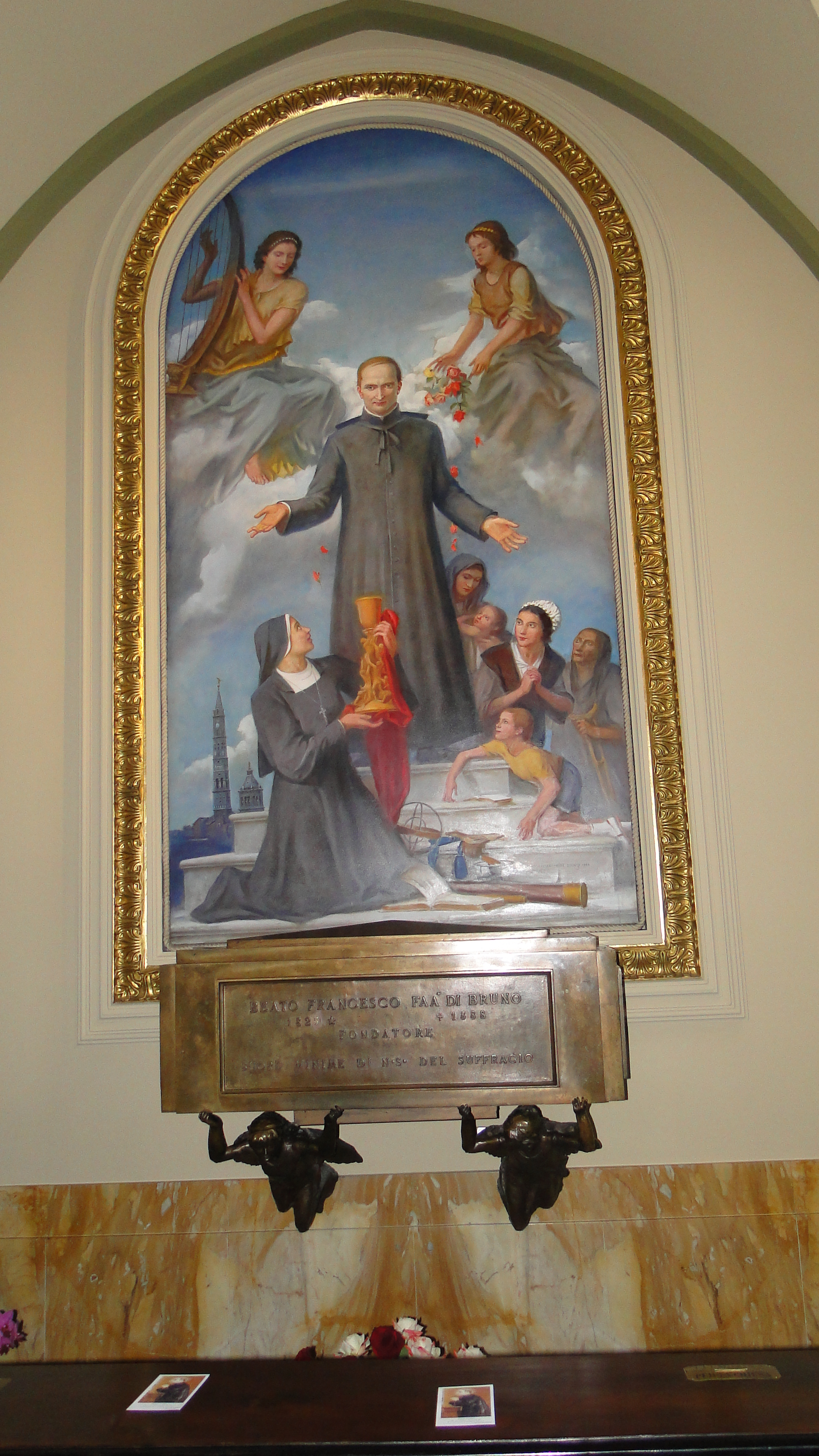
Urna contenente i resti del beato Francesco e affresco che lo rappresenta nella cappella laterale della chiesa di Nostra Signora del Suffragio e Santa Zita, a lui dedicata

Morì improvvisamente per un'infezione intestinale, poco dopo Don Bosco. Subito ebbe fama di santità. Fu riconosciuto beato nel 1988, nel centenario della sua morte. Il 27 marzo è la data stabilita per la memoria liturgica del beato, che è patrono del Corpo degli Ingegneri dell'Esercito Italiano (già Corpo Tecnico). I suoi resti sono tumulati in un'urna esposta nella cappella laterale della chiesa di Nostra Signora del Suffragio e Santa Zita.

## Il museo
A Torino, nei pressi della chiesa di Nostra Signora del Suffragio, un museo ospita in nove sale una raccolta di strumenti scientifici usati o inventati dal beato, una ricca biblioteca scientifica e una raccolta di paramenti sacri, fra i quali spicca un calice donato da papa Pio IX in occasione dell'ordinazione sacerdotale di Francesco Faà di Bruno.

### Scritti
- Mémoire sur les colonnes torses (1850)
- Sullo sviluppo delle funzioni Annali di Scienze Matematiche e Fisiche di Tortolini 6, 479–480, 1855. Esposizione della formula di Faà di Bruno sia nella forma standard, nota almeno a partire dai lavori di Antoine Arbogast, che nella forma di determinante, contributo originale di Francesco Faà di Bruno.
- Théorie générale de l'élimination (Paris: Leiber et Faraguet, 1859)
- Traité élément du calcul des erreurs avec des tables stéréotypées (1869)
- Piccolo omaggio della scienza alla Divina Eucaristia (1872)
- Théorie des formes binaires (1879)